# Pin grid array
Pin grid array (съкратено на английски: PGA) е наименованието на тип корпус на интегрални схеми, при който изводите на интегрални схеми във формата на игла са разположени във вид на матрица от едната страна на корпуса.
PGA позволява разполагането на повече изводи, отколкото при DIP корпусите. С развитието на технологиите за повърхностен монтаж на печатните платки, PGA корпусите биват заменяни с други корпуси за повърхностен монтаж, които позволяват по-голям брой изводи и плътен монтаж върху печатните платки.